# Anton Shkaplerov
Anton Nikolaevitch Shkaplerov (em russo:  Антон Николаевич Шкаплеров; Sebastopol, 20 de fevereiro de 1972) é um ex-cosmonauta russo, veterano de quatro missões de longa duração a bordo da Estação Espacial Internacional. Um dos mais experientes cosmonautas, tem mais de 530 dias acumulados em órbita da Terra.

## Biografia
Piloto e oficial da Força Aérea Russa, completou treinamento de piloto em aviões Yak-52 no aeroclube de Sebastopol, em 1989, com apenas 17 anos. Após formar-se na escola secundária em sua cidade natal, ele entrou para a Escola de Pilotos da Força Aérea de Kachinsk, graduando-se em 1994 como piloto-engenheiro. Três anos depois, formou-se como engenheiro da Força Aérea.Depois de formado, Shkaplerov tornou-se instrutor de voo da Força Aérea e serviu pilotando jatos Mig-29. Instrutor graduado de paraquedismo, ele tem mais de 300 saltos militares oficiais computados.

### Roskosmos
Em maio de 2003, foi selecionado entre pilotos da Força Aérea para treinamento como cosmonauta- candidato no Centro de Treinamento de Cosmonautas Yuri Gagarin, na Cidade das Estrelas, passando o período de dois anos, entre 2003 e 2005, recebendo treinamento básico, qualificando-se no fim de 2005. Em 2007, serviu como diretor de operações da Agência Espacial Russa na NASA, baseado no Centro Espacial Johnson, em Houston, Texas.
Foi ao espaço em 14 de novembro de 2011, comandando a tripulação da nave Soyuz TMA-22, para uma missão de longa permanência na estação espacial, onde atuou como engenheiro de voo da Expedição 29 e da subsequente Expedição 30. Depois de seis meses no espaço, Shkaplerov voltou à Terra em 27 de abril de 2012, junto com seus companheiros Daniel Burbank e Anatoli Ivanishin, pousando com a TMA-22 nas estepes do Cazaquistão.
Sua segunda missão iniciou-se em 23 de novembro de 2014, no comando da Soyuz TMA-15M lançada do Cosmódromo de Baikonur, para nova estadia de longa duração na ISS, as expedições 42 e 43.  Retornou no comando da mesma nave em 11 de junho de 2015, depois de cumprir 199 dias em órbita na estação espacial.
Voltou novamente ao espaço em 17 de dezembro de 2017 no comando da nave Soyuz MS-07 para mais um período na ISS, integrando as Expedições 54 e 55, comandando esta última. Durante a expedição, Shkaplerov fez uma caminhada espacial com o compatriota Aleksandr Misurkin para substituir uma antiga caixa de eletrônicos por uma nova antena de comunicações de alta performance. Durante esta operação, que durou 8 horas e 13 minutos, ele e Misurkin quebraram o recorde de mais longa atividade extra-veicular russa na ISS até hoje.  Ele retornou em 3 de junho de 2018, acumulando mais 168 dias em órbita.
Shkaplerov tem um total de 14h 28min de tempo passado fora da estação espacial, acumulado durante as caminhadas espaciais feitas nas expedições de que participou.
Shkaplerov se aposentou do corpo ativo de cosmonautas em 2023, mas continua trabalhando no centro de treinamento.